# Orimarga (Orimarga) bifimbriata
Orimarga (Orimarga) bifimbriata is een tweevleugelige uit de familie steltmuggen (Limoniidae). De soort komt voor in het Afrotropisch gebied.